# Maxine Singer

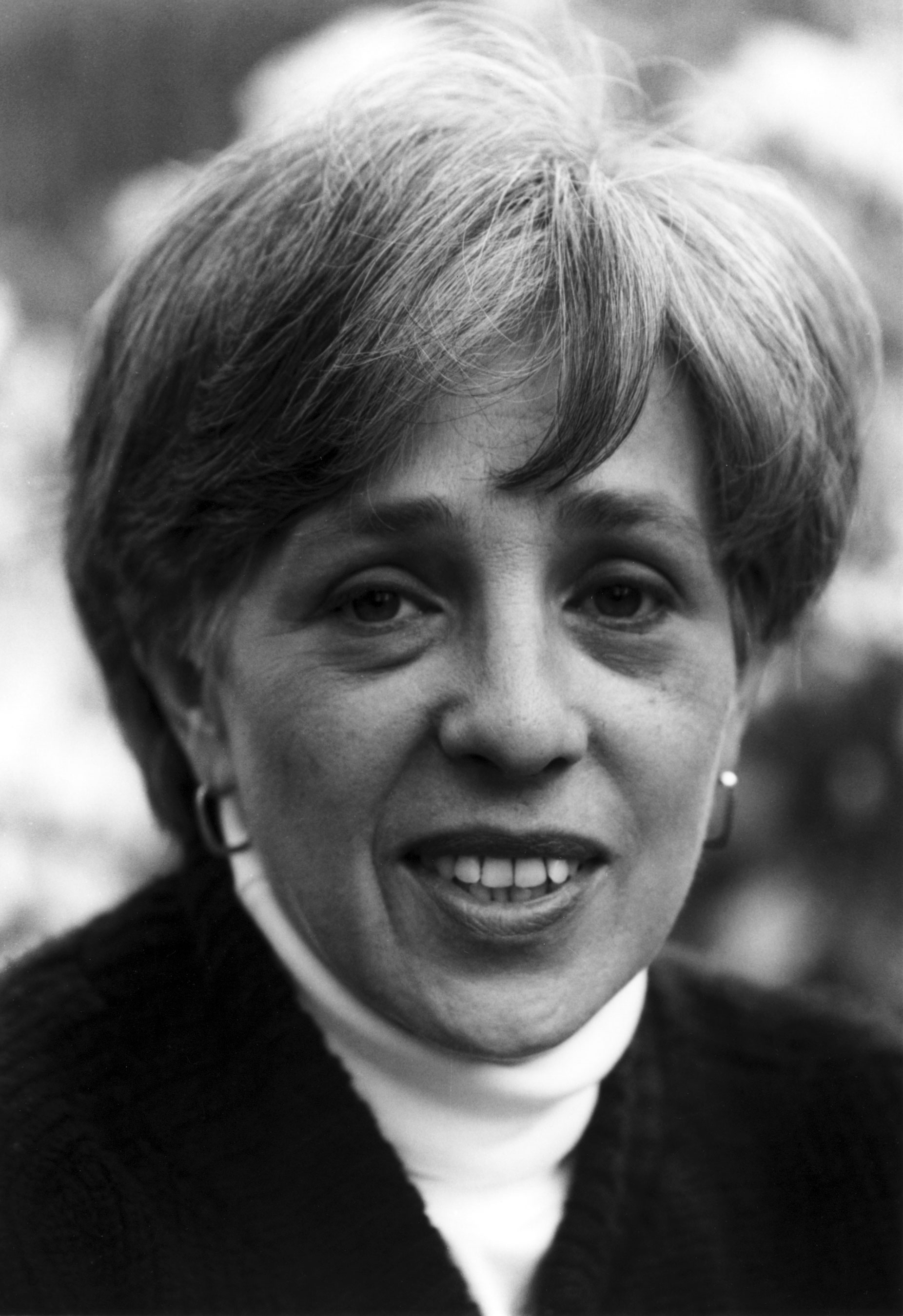
Maxine Singer

Maxine Frank Singer (* 15. Februar 1931 in New York City; † 9. Juli 2024 in Washington, D.C.) war eine US-amerikanische Biochemikerin und Molekularbiologin.

## Leben
Singer ging in Brooklyn zur Schule und studierte Chemie und im Nebenfach Biologie am Swarthmore College mit dem Bachelor-Abschluss 1952. 1957 wurde sie bei Joseph S. Fruton an der Yale University in Biochemie promoviert. Zunächst befasste sie sich mit Proteinen, dann auf Rat von Fruton mit Nukleinsäuren. Ab 1956 war sie im Biochemie-Labor von Leon Heppel am National Institute of Arthritis, Metabolism, and Digestive Diseases der National Institutes of Health (NIH) in Washington, D.C., einem der wenigen Orte in den USA, an denen sie damals an Nukleinsäuren forschen konnte. Sie erzeugte synthetische RNA, die in den Experimenten des späteren Nobelpreisträgers Marshall Nirenberg zum genetischen Code benutzt wurde (Poly-U-Experiment). Sie wurde Senior Researcher am NIH und blieb dort bis 1979. Danach war sie am National Cancer Institute, wo sie das Biochemie-Labor leitete. 1988 bis 2002 war sie Präsidentin der Carnegie Institution in Washington, D.C. 
Ab Anfang der 1970er-Jahre war sie in ethischen Diskussionen um die Gentechnik (Rekombinante DNA) involviert. 1973 wurde das auf der Gordon Conference on Nucleic Acids, die sie mit leitete, diskutiert, und sie war auch maßgeblich beteiligt, als nach der Asilomar Conference on Recombinant DNA 1975 Richtlinien erlassen wurden.
Neben ihrer Beteiligung an den Pionierarbeiten zur Entzifferung des genetischen Codes war sie in den 1980er Jahren an der Entdeckung beteiligt, dass die Long Interspersed Nuclear Elements (LINEs) im Säugetiergenom Transposons sind.
1978 wurde sie Fellow der American Academy of Arts and Sciences, 1979 Mitglied der National Academy of Sciences, 1986 Mitglied der Päpstlichen Akademie der Wissenschaften und 1990 Mitglied der American Philosophical Society. Im Jahr 1991 zeichnete ihre Alma Mater, die Yale University, sie mit der Wilbur Cross Medal aus. 1992 erhielt sie die National Medal of Science der USA, 1999 den Vannevar Bush Award, 1982 den AAAS Award for Scientific Freedom and Responsibility und 2007 die Public Welfare Medal der National Academy of Sciences.